# Giulia Franzoso
Giulia Franzoso (Milano, 30 novembre 1973) è una doppiatrice, direttrice del doppiaggio e attrice italiana.

## Biografia
È stata la voce di Hotaru Tomoe/Sailor Saturn in Sailor Moon, di Lucy Liu in Ally McBeal, di Rachael Carpani in Le sorelle McLeod e del personaggio di Velma Dinkley in alcuni film di Scooby-Doo. La Franzoso ha anche lavorato all'adattamento dei dialoghi italiani di alcune serie televisive, tra le quali Drake & Josh e Flikken - Coppia in giallo (dove presta la voce alla protagonista Angela Schijf), e come attrice in alcune produzioni italiane negli anni ottanta: Arriva Cristina, Cristina, Cri Cri, Cristina, l'Europa siamo noi e più recentemente Finalmente soli.
È stata anche doppiatrice di Jaimie Alexander nella serie televisiva Watch Over Me e conduttrice del programma televisivo Bim Bum Bam negli ultimi anni della sua produzione.

## Doppiaggio

### Film
- Jaime Bergman in Dark Wolf
- Arielle Kebbel in Reeker - Tra la vita e la morte
- Courtney Ford in Alien Raiders
- Kathleen Robertson in Code Name: Geronimo
- Jean Marie Barnwell in Una gorilla per amica
- Alan Boyle in The Butcher Boy
- Marta Hazas in Pongo, il cane milionario
- Valérie Bonneton in Benvenuti... ma non troppo
- Helen Richardson in Tum Haseen Main Jawaan

### Televisione
- Lucia Walters in Supervulcano
- Paz de la Huerta in Bailey's Mistake
- Britt Irvin in National Lampoon's Holiday Party
- Lucy Liu in Ally McBeal
- Lindy Booth in The Philanthropist
- Rachael Carpani in Le sorelle McLeod
- Spencer Grammer in Ironside
- Sarah Lind in Edgemont
- Keiko Agena in Squadra Med - Il coraggio delle donne
- Melissa Clayton in La signora del West
- Victoria Thaine in Rain Shadow
- Ada Nicodemou in Polizia squadra soccorso
- Shawnee Smith in Becker
- Jessica Williams in Just for Kicks - Pazze per il calcio
- Caitlin Dahl in Undressed
- Tessa Keller in Laguna Beach
- Saskia Burmeister in Sea Patrol
- Angela Schijf in Flikken - Coppia in giallo
- Melissa Hayden, Tammy Blanchard, Charissa Chamorro, Tricia Donohue in Sentieri
- Jaimie Alexander in Watch Over Me
- Katharina Küpper in Alisa - Segui il tuo cuore
- Dad Dàger in Isa TVB
- Julieta Bartolomè in Cata e i misteri della sfera
- Anita Del Rey in Una vita (seconda voce)
- Silvia Marty in Una vita
- Parminder Nagra in Tredici

### Film d'animazione
- Velma Dinkley in Scooby-Doo e l'isola degli zombie, Scooby-Doo e il fantasma della strega, Scooby-Doo e il viaggio nel tempo, Scooby-Doo e la leggenda del vampiro, Scooby-Doo e il terrore del Messico, Scooby-Doo e il mostro di Loch Ness, Aloha, Scooby-Doo!, Scooby-Doo e la mummia maledetta
- Ran in Lamù - Only You, Lamù - Remember My Love, Lamù - Forever: La principessa nel ciliegio, Lamù - Boy Meets Girl: Un ragazzo, una ragazza, Lamù - Sei sempre il mio tesoruccio
- Lena in Piuma, il piccolo orsetto polare
- Yuri in The Art of Fighting
- Lune in Kimba - La leggenda del leone bianco
- Barbara Gordon in Batman & Mr. Freeze: SubZero
- Yukari Uehara in Un'estate con Coo
- Rieko Sakamoto in Le voci della nostra infanzia
- Betty in Billy il koala
- Clarisse in Lupin III - Il castello di Cagliostro (secondo doppiaggio)
- Cameriera in Lupin III - Il castello di Cagliostro (terzo doppiaggio)
- Raphael in That Time I Got Reincarnated as a Slime The Movie: Scarlet Bond
- Madre di Shizuka in Doraemon - Il film: Nobita e le piccole guerre stellari 2021
- Sisiki ne I Casagrande - Il film

### Serie animate
- Rin Nohara in Naruto
- Elena in Codice Angelo
- Mystica in X-Men: Evolution
- Alexi in Anthony - Formidabile formica
- Ami in Cuccioli cerca amici - Nel regno di Pocketville
- Poppy O'Hair e Jackie Froste in Ever After High
- Jane in L'isola del tesoro
- Hikaru Hazama in Beyblade Metal Fusion
- Mamma di Sabo, Whitey Bay in One Piece
- Hotaru Tomoe/Sailor Saturn in Sailor Moon e il cristallo del cuore e Petali di stelle per Sailor Moon
- Emma in È un po' magia per Terry e Maggie
- Ayame in Power Stone
- Deedlit in Record of Lodoss War e Record of Lodoss War: La saga dei cavalieri
- Luna in Kyashan - Il ragazzo androide
- Miyuki Ayami in Submarine 707 Revolution
- Elza "Angel" Lynch in Parasite Dolls
- Akane Minami in Kilari
- Sati, Ran Tao (2021) e Jeanne (2001) in Shaman King
- Ran negli OAV di Lamù
- Urd in Sword Art Online
- Clarence in Sword Art Online Alternative: Gun Gale Online
- Demone ragno madre in Demon Slayer
- Alicia in LEGO Friends
- Shakti Varma in DanMachi
- Grande Saggio/Raphael in That Time I Got Reincarnated as a Slime
- Signorina Hudson in Lupin III - Una storia senza fine
- Voci aggiuntive in Lupin Zero
- Madre di Ran in Lamù e i Casinisti Planetari - Urusei Yatsura
- Moglie di Ketil in Vinland Saga
- Direttrice della compagnia in I Got a Cheat Skill in Another World and Became Unrivaled in the Real World, Too
- Yumite in Reborn as a Vending Machine, I Now Wander the Dungeon
- Watanabe in La concierge Pokémon

### Direttrice di doppiaggio
- Film: Angelica
- Miniserie TV: Rosamunde Pilcher - Quattro sfumature d'amore
- Film TV: Jabberwock – La leggenda
- Telefilm: Omicidi - Unità speciale, Deadwind
- Telenovelas: Una vita
- Serie animate: Littlest Pet Shop, Vinland Saga (stagione 2)

## Televisione
- Arriva Cristina (Italia 1, 1988)
- Cristina (Italia 1, 1989)
- Cri Cri (Italia 1, 1990-1991)
- Cristina, l'Europa siamo noi (Rete 4, 1991)
- Ciao Ciao (Italia 1, 1996-1998)
- Game Boat Estate (Rete 4, 1997)
- Bim Bum Bam (Italia 1, 1998-2000)
- Finalmente soli (Canale 5, 2002)

## Spot

### Spot radio
- Disneyland Paris, Bacio Perugina, IKEA, Samsung e Labello.

### Spot TV
- Fonzies, Indesit e Caffè HAG.